# Yasmine Al-Bustami
Yasmine Al-Bustami (Abu Dabi, Emiratos Árabes Unidos) es una actriz estadounidense, conocida principalmente por su papel como Lucy Tara en NCIS: Hawaiʻi.

## Biografía
Yasmine Al-Bustami nació en Abu Dabi, Emiratos Árabes Unidos y creció en Texas, Estados Unidos. Su padre es palestino-jordano y su madre filipina.

## Filmografía

### Televisión
| Año           | Título             | Papel            | Notas                                     |
| ------------- | ------------------ | ---------------- | ----------------------------------------- |
| 2013-14       | The Originals      | Monique Deveraux | Temporada 1; 10 episodios                 |
| 2014          | Film School Shorts | Anoosheh         | Episodio: "Life During Wartime"           |
| 2014          | Nashville          | Delissa Birch    | Episodio: "First to Have a Second Chance" |
| 2016          | The Inspectors     | Amy              | 2 episodios                               |
| 2018          | Orbital Redux      | Tommie           | 8 episodios                               |
| 2019          | S.W.A.T.           | Amina            | Episodio: "Kingdom"                       |
| 2019-presente | The Chosen         | Ramah            | Elenco principal                          |
| 2021-24       | NCIS: Hawaiʻi      | Lucy Tara        | Elenco principal                          |
| 2023          | NCIS: Los Ángeles  | Lucy Tara        | Episodio: "A Long Time Coming"            |

### Cine
| Año  | Película                  | Papel                 | Notas           |
| ---- | ------------------------- | --------------------- | --------------- |
| 2010 | Unimaginable              | Robin                 | Cortometraje    |
| 2010 | The Neighbors Horror Saga | Kari-Tale of the Pawn | Cortometraje    |
| 2010 | Flower                    | Grac                  | Cortometraje    |
| 2011 | Road to Peshawar          | Anoosheh              | Cortometraje    |
| 2012 | The Symphony of Silence   | Monica                | Cortometraje    |
| 2012 | The Package               | Guns                  | Cortometraje    |
| 2012 | Walking the Halls         | Estudiante            |                 |
| 2013 | Reborn                    | Ingrid                |                 |
| 2013 | M15F1T5                   | Preacher Boy          |                 |
| 2013 | Ladies' Man: A Made Movie | Dahlia                | MTV Productions |
| 2013 | When It's Your Time       | Alana                 | Cortometraje    |
| 2013 | R                         | Rana                  | Cortometraje    |
| 2015 | SuperNovas                | Afsheen               | Cortometraje    |
| 2015 | Unimaginable              | Robin                 |                 |
| 2015 | Angie + Zahra             | Zahra                 |                 |
| 2016 | You Get Me                | Grace                 |                 |